# 251449 Олексакороль
251449 Олексакороль (251449 Olexakorolʹ) — астероїд головного поясу, відкритий 11 лютого 2008 року в Андрушівці.